# Compsapoderus foveipennis
Compsapoderus foveipennis es una especie de coleóptero de la familia Attelabidae.

## Distribución geográfica
Habita en Japón.